# Židovský hřbitov v Sarajevu
Židovský hřbitov v Sarajevu (bosensky Jevrejsko groblje u Sarajevu) se nachází v jihozápadní části metropole BiH, v místních částech Kovačići a Debelo Brdo. Hřbitov je od roku 2004 památkově chráněn.
Hřbitov sloužil bosenské židovské komunitě, která našla v tehdejší Osmanské říši útočiště po protižidovských pogromech na Pyrenejském poloostrově.
Sarajevský židovský hřbitov má rozlohu 31 160 m2. Hřbitov vznikl pravděpodobně v roce 1630 na místě středověkého pohřebiště a stećkového pole. Hřbitov sloužil pro pohřbívání až do roku 1965. V areálu hřbitova se nachází pamětní deska, připomínající zločiny, spáchané vůči Židům v dobách existence NDH. Součástí areálu je také objekt aškenazské kostnice. Na hřbitově se nachází celkem 3850 náhrobků.
Hřibitov byl v druhé polovině 20. století několikrát poničen. Stalo se tak z důvodů stavebních úprav okolí, pokládání potrubí a výstavby nových objektů (70. léta 20. století). Značně byl hřbitov poškozen také během války v Bosně a Hercegovině, kdy se nacházel během obléhání přímo na frontové linii. Určitá část prostoru hřbitova byla zaminována; byla poničena kostnice a řada náhrobků.